# Xã Melrose, Quận Grant, Nam Dakota
Xã Melrose (tiếng Anh: Melrose Township) là một xã thuộc quận Grant, tiểu bang Nam Dakota, Hoa Kỳ. Năm 2010, dân số của xã này là 383 người.